# 科哈西特 (麻薩諸塞州)
科哈西特（英語：Cohasset）是一個位於美國麻薩諸塞州諾福克縣的鎮。

## 人口
根據2020年美國人口普查的數據，科哈西特的面積為81.42平方千米，當中陸地面積為25.35平方千米，而水域面積為56.06平方千米。當地共有人口8381人，而人口密度為每平方千米103人。